# Парк Лазаря Глоби
Парк імені Лазаря Глоби — парк-пам'ятка садово-паркового мистецтва місцевого значення, центральний парк міста Дніпро, розташований за адресою: проспект Дмитра Яворницького, 95.

## Історія

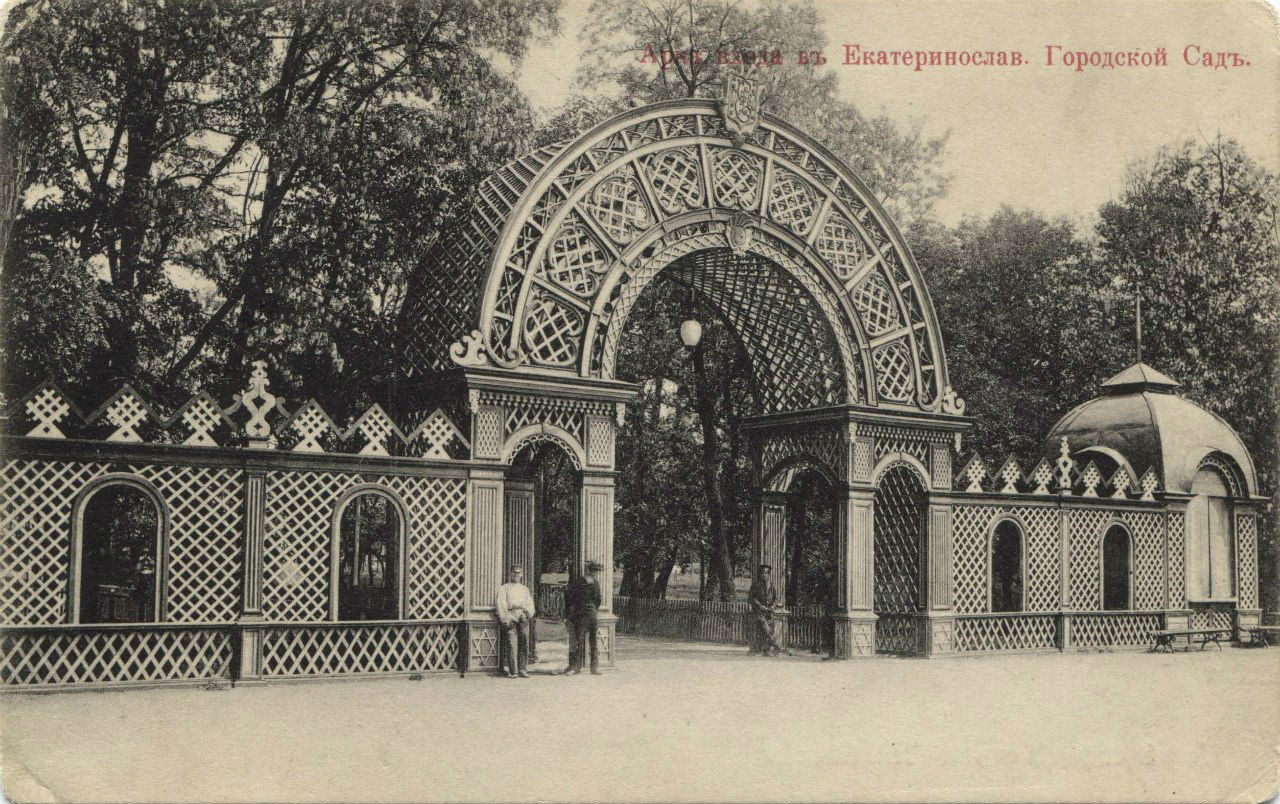
Вхід до парку на початку ХХ століття

Заснований до 1807 року на берегах річки Половиці. Парк є колишнім займищем запорожця Лазаря Глоби, на околиці тодішньої Половиці. Він перебрався сюди після продажу Григорію Потьомкіну свого саду на горі, де зараз розташований Потьомкінський палац й парк Шевченка.
У 1795 році спадкоємці Глоби продали ділянку суконній фабриці - найбільшому підприємству нового Катеринослава. Фруктовий сад на короткий час занепав. У 1805 році, за поданням герцога Рішельє, імператор Олександр І наказав
|  | ...верхний сад обратить для развития систематического садоводства в плантациях фруктовых, редких деревьев и растений, дабы снабжать ими Новороссийский край... |

Невдовзі фруктовий сад перетворився на Катеринославський Казенный ботанічний сад, яким керував Адам Гуммель до 1848 року.
У 1817 році Казенный ботанічний сад вивели з центрального підпорядкування. Для його управління було засновано особливий Помологічний Комітет, беззмінним Головою якого з 1820 року був І. М. Інзов. Катеринославський Помологічний комітет діяв до 1843 року. Це була офіційна установа, яка завідувала катеринославськими садами, а згодом одним лише Казенним ботанічним.
Наприкінці 1837 року, із заснуванням Міністерства державного майна Катеринославський казенний сад перейшов у його відання.
У 1842 році з Полтави перевели школу садівництва та назвали її «Катеринославським училищем садівництва другого розряду», яке проіснувало до 1858 року.
Після смерті Інзова, Гуммеля та скасування комітету, сад із великою кількістю висаджених фруктових і лісових дерев, чагарників, сортів квіткових, оранжерейних, городніх, лікарських, олійних і фарбувальних рослин став швидко занепадати. Місто впритул підійшло до Казенного ботанічного саду та стало наступати на його територію. Поступово всі ділянки ботанічного саду, що виходили на міські вулиці, перейшли у приватну власність. У 1870-х роках, на «відвойованих» ділянках саду збудували католицький костел і лютеранську кірху.
Ще наприкінці 1850-х міська влада розділила Казенний ботанічний сад на два окремі сади: Технічний (західна частина нинішнього парку) і Міський (східна). Згодом було викопано став і спущена вода з Озерки. Незважаючи на те, що деякий час Технічний сад був де-не-де малопрохідною, топкою місцевістю, його ділянки здавалися в оренду, розміщувалися дослідні ділянки, оранжереї, знову з'явилася школа садівництва та городництва. Наприкінці 1900 року на північно-східній ділянці саду було збудовано та відкрито зимовий гімнастичний зал «Катеринославського товариства піклування про дітей». Цей будинок використовувався і в спортивних, і в театральних цілях. Технічний сад було повністю облагороджено до літа 1910 року. 
Міський сад було відкрито для публіки. На початку 1880-х років його орендував Англійський клуб, а в 1904 році на території саду було збудовано літній театр. Міський сад зазвичай відвідувала публіка «з середніх». Під час революції 1905 року зазвичай спокійний Міський сад перетворився на місце демонстрацій та мітингів.
Влітку 1910 року в обох частинах парку мала місце Південно-російська обласна сільськогосподарська, промислова та кустарна виставка, що тривала 100 днів.
Наприкінці 1920-х два сади об'єднали в один парк, провели його капітальну реконструкцію, перепланували та впорядкували територію, а сам парк назвали «Парком культури та відпочинку». Влаштували виходи на вулиці Гімнастична та Садова, сходи з вулиці Комсомольської. Від проспекту Карла Маркса до вулиці Комсомольської пройшла вулиця Нова. Вона розсікла навпіл територію парку, а фактично пройшла над парком. Спеціальний міст був побудований для цього через паркове озеро. На початку 1930-х парк називався «Сад фізкультурників». У південно-східній частині саду облаштували парашутну вежу. У 1934 році парк було перейменовано на «Центральний парк культури та відпочинку імені Хотаєвича» на честь 1-го секретаря Дніпропетровського обласного комітету КП(б)У (1933—1937) Менделя Хотаєвича, коли почався культ його особи у місті. Після його арешту й розстрілу у 1937 році парк перейменовано на честь Валерія Чкалова.
У 1936 році, майже за два місяці, була збудована та відкрита у парку дитяча залізниця.
Одразу після звільнення міста розпочалися відновлювальні роботи й у парку. З'явилися нові об'єкти та пам'ятники. У 1948 році встановили погруддя О.Ф. Федорову (демонтовано в лютому 2023 року). У 1949 році з боку площі Горького за проєктом Бориса Білозерського спорудили центральний вхід до парку, який було виконано у стилі «сталінський ампір». Пропілеї рясно прикрасили символи радянської доби та Перемоги – зірки, барельєфи з фігурами, патріотичні написи. Завершувалося урочисте спорудження арматурами із зображеннями радянського герба та прапорів. Майже відразу за центральним входом, посеред великої круглої квіткової клумби, встановили пам'ятник Сталіну (у парку їх було аж два), які було демонтувано відразу ж після засудження культу особи. На великому та широкому озері спорудили літній дерев'яний театр. Потрапити до літнього театру на озері можна було невеликим пішохідним вигнутим мостом. Той місток був улюбленим місцем для весільних світлин. Вхід на місток був виконаний у вигляді чотирьох колон, пари яких з обох боків з'єднувалися в арку. Обладнали шаховий павільйон, танцювальний майданчик. А по самому озеру можна було кататися на човні без обмеження у часі. Остання реконструкція парку проведена у 70-ті роки.
У 1978 році замість старого "Зеленого театру"на озері було зведено театр-лекторій оригінальної архітектури.
У 1992 році - парку було присвоєне ім'я його засновника, Лазаря Глоби.
Фонтан «Самсон», встановлений у першій половині 1950-х років у центрі східної частини озера, був варіацією знаменитого фонтану «Самсон, що роздирає пащу лева». Статуя Самсона прикрашала парк Чкалова декілька десятиліть і стала чи не найголовнішою пам'яткою парку. Фонтан обов'язково зображався на листівках і у путівниках 1950–1970-х років. Потім, після реставрації парку в середині 1970-х, скульптура та фонтан зникли… Безумовно, місто та парк втратило чи не головний міський фонтан і одну з найяскравіших пам'яток. На початку 2000-х років поряд з'явилися фонтан і скульптура «Маленький принц».
27 квітня 2012 о 12:45, біля центрального входу в парк, на проспекті Дмитра Яворницького (тоді — проспект Карла Маркса) пролунав вибух — третій з серії терактів. Внаслідок інциденту постраждало троє людей, одного з них було шпиталізовано. 
17 серпня 2022 року рішенням Дніпровської міської ради пішохідну алею в парку Глоби назвали на честь Івана Павла II.

## Загальна інформація
Парк — один з найстаріших у місті. Постійно діють атракціони, кільцева дитяча залізниця (щороку з травня по вересень), картинг-центр, розташований в західній частині парку.
На ставу у західній його частині розташований Літній театр.
Щороку наприкінці листопада — на початку грудня у східній частині парку встановлюється міська новорічна ялинка.

## Галерея

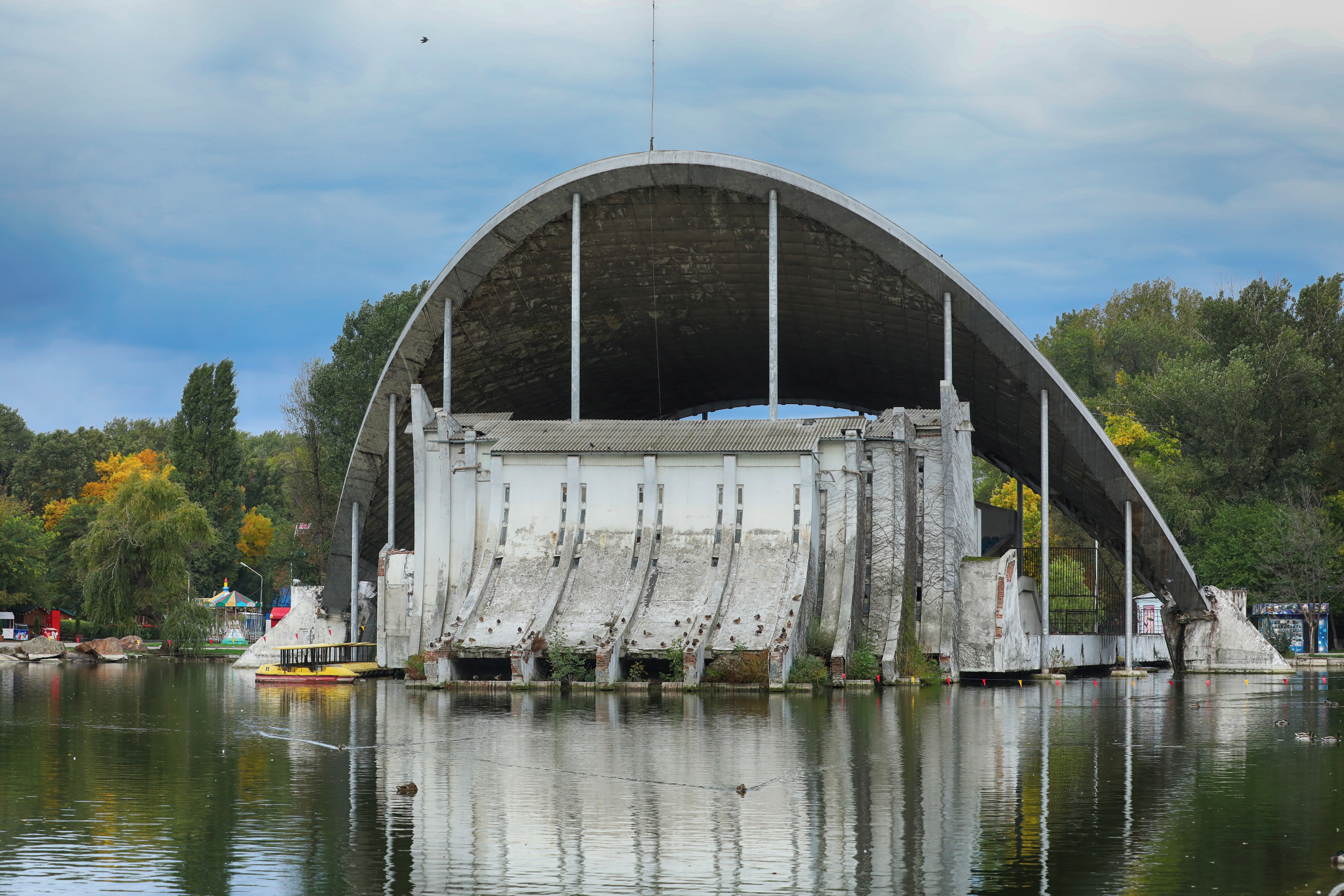
Будівля літнього театру в парку ім. Лазаря Глоби

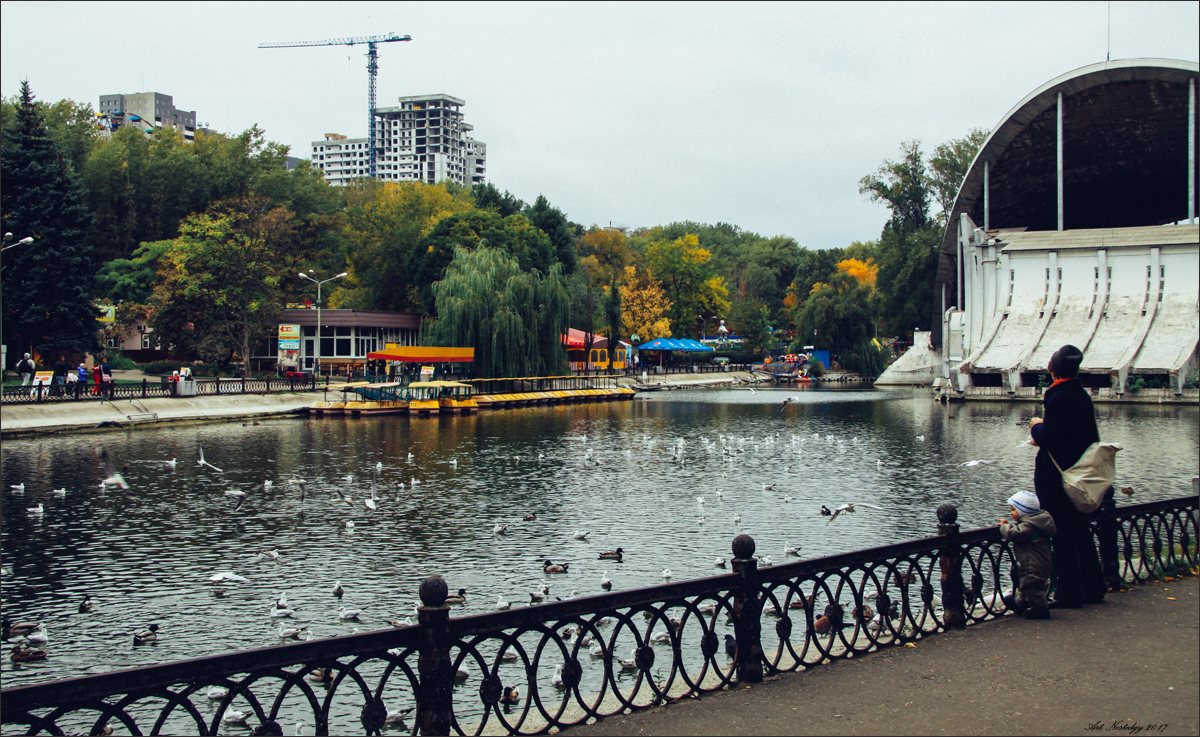
Озеро восени
Пам'ятник Лазарю Остаповичу Глобі
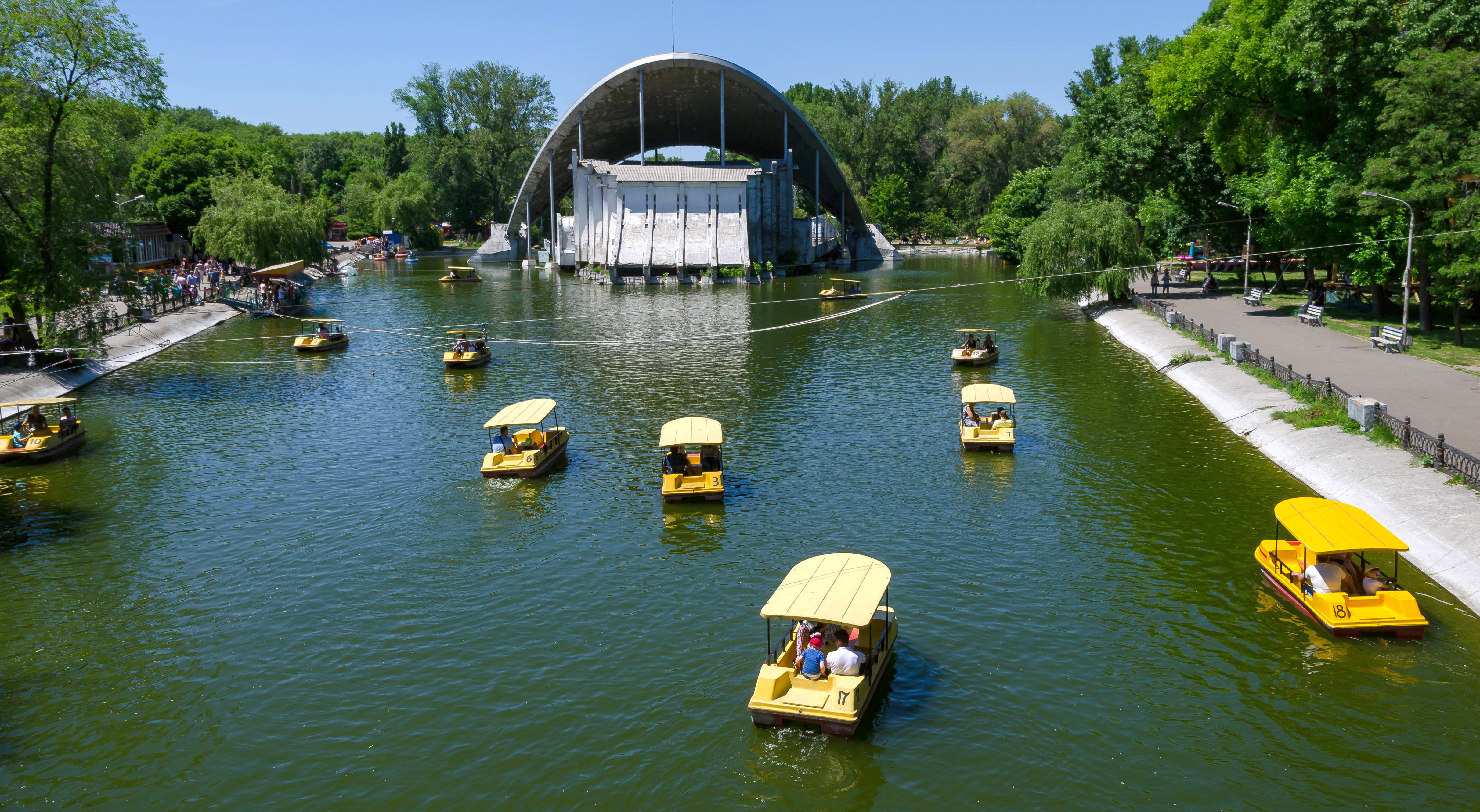
Катамарани на ставку
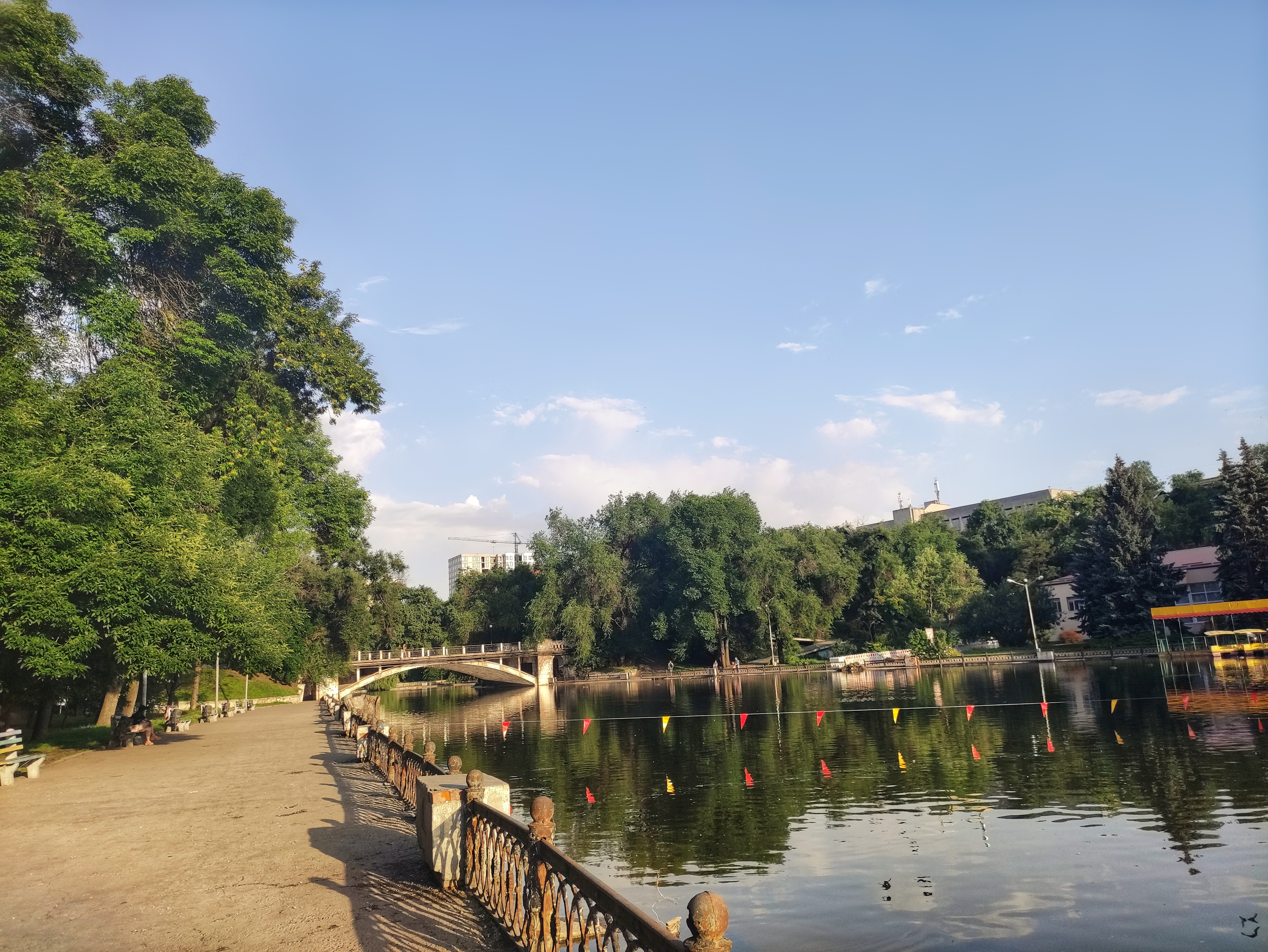
Озеро та міст над ним
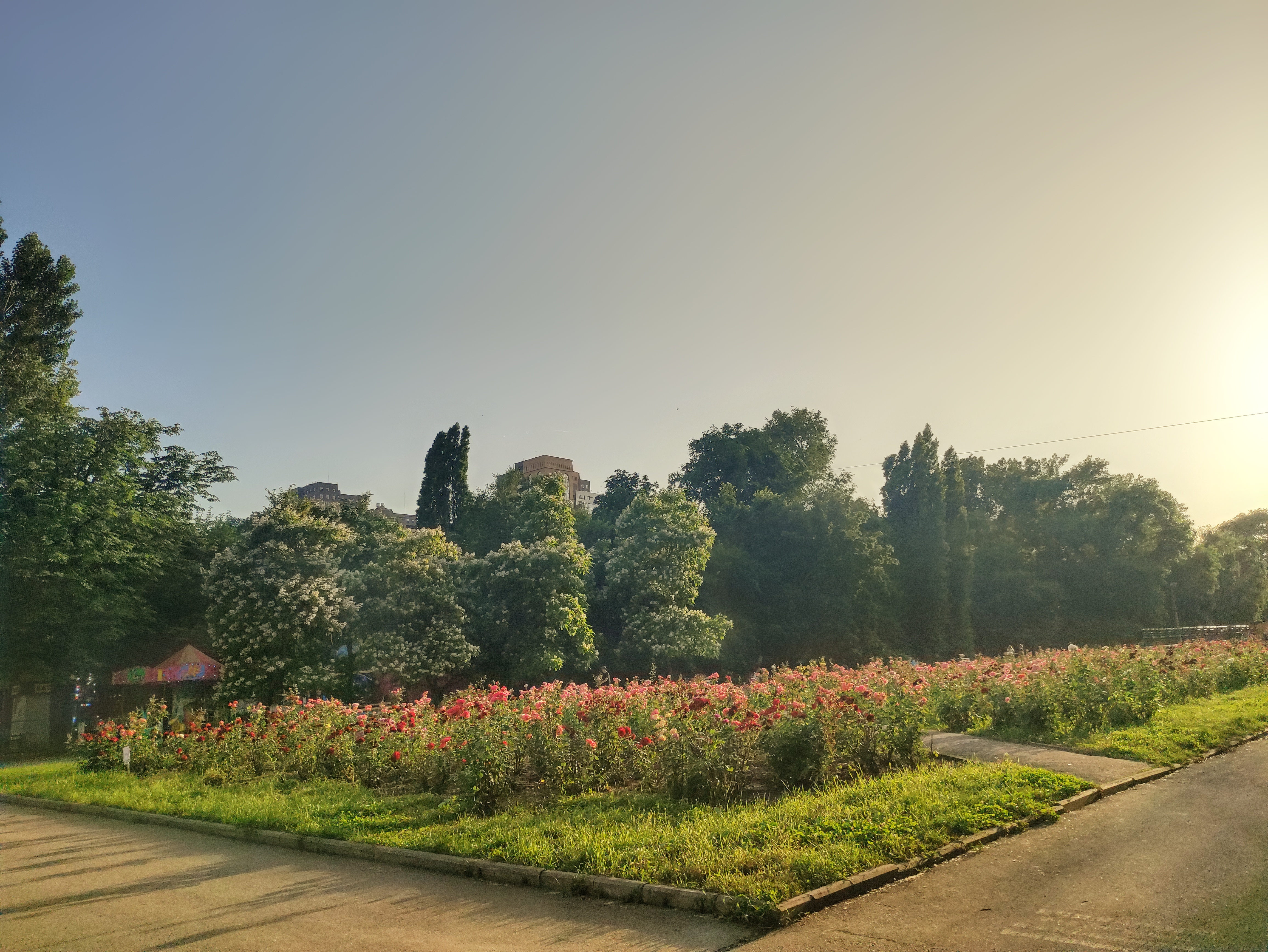
Алея Троянд
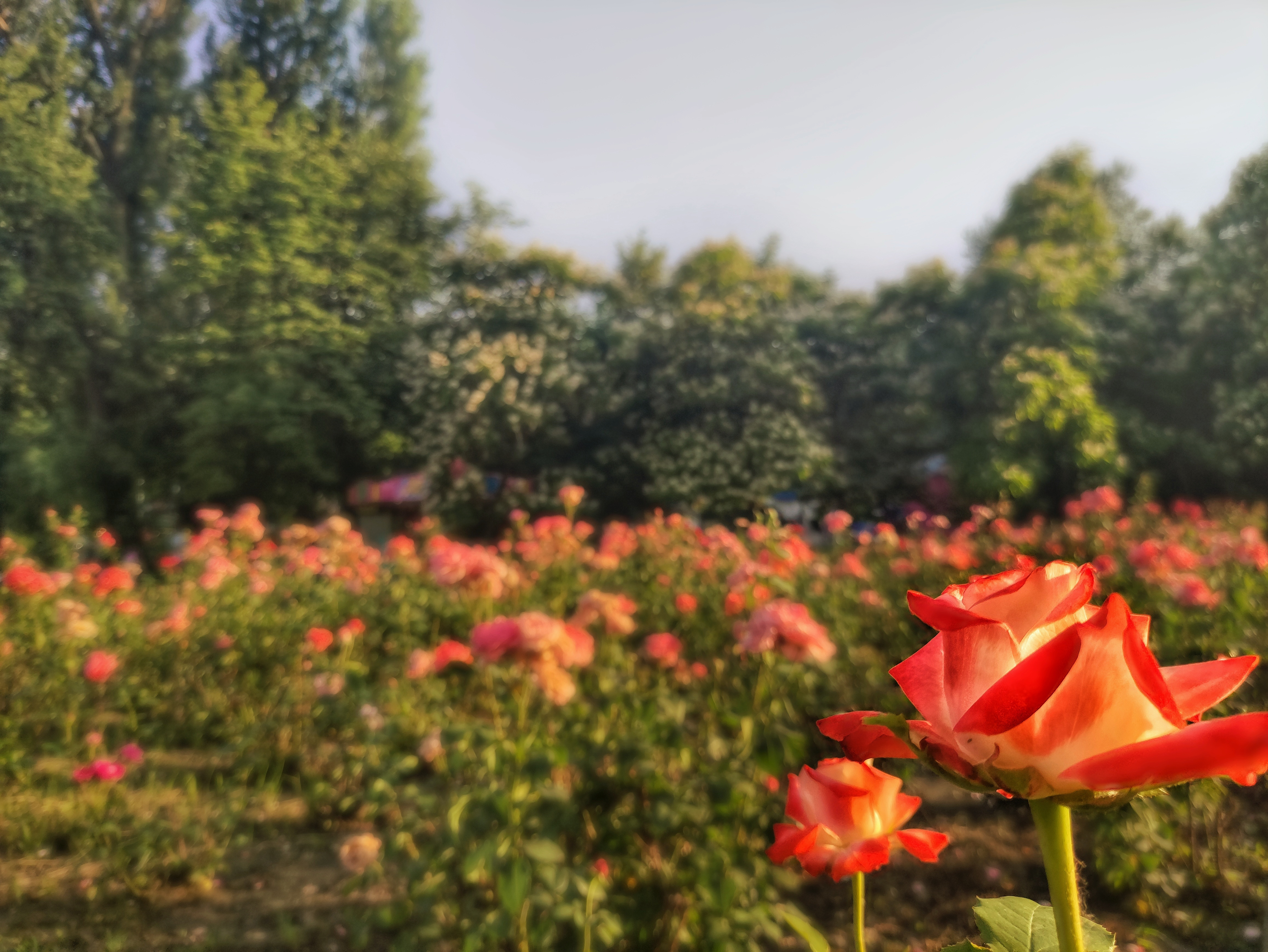
Різнокольорові троянди на Алеї Троянд
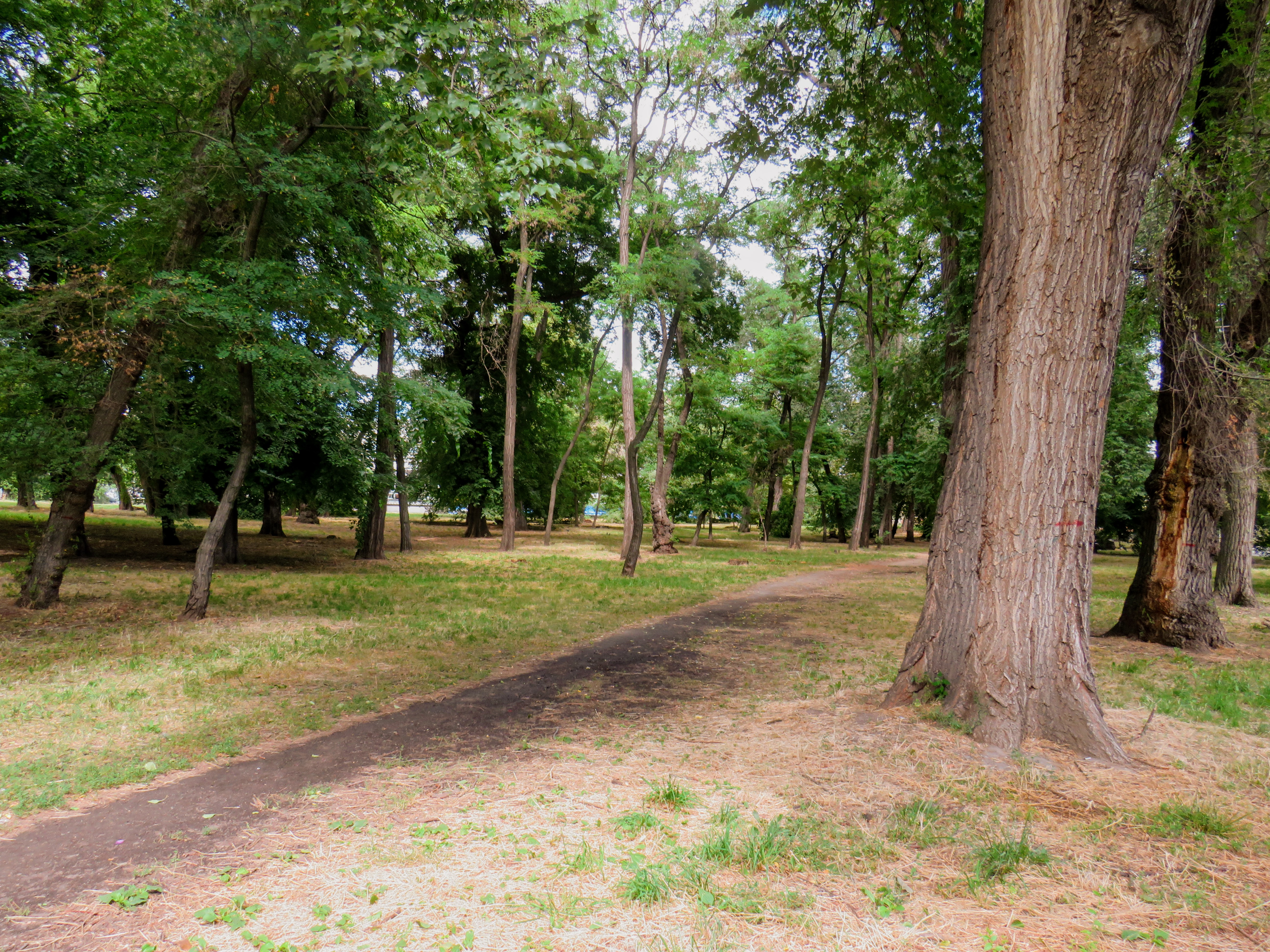
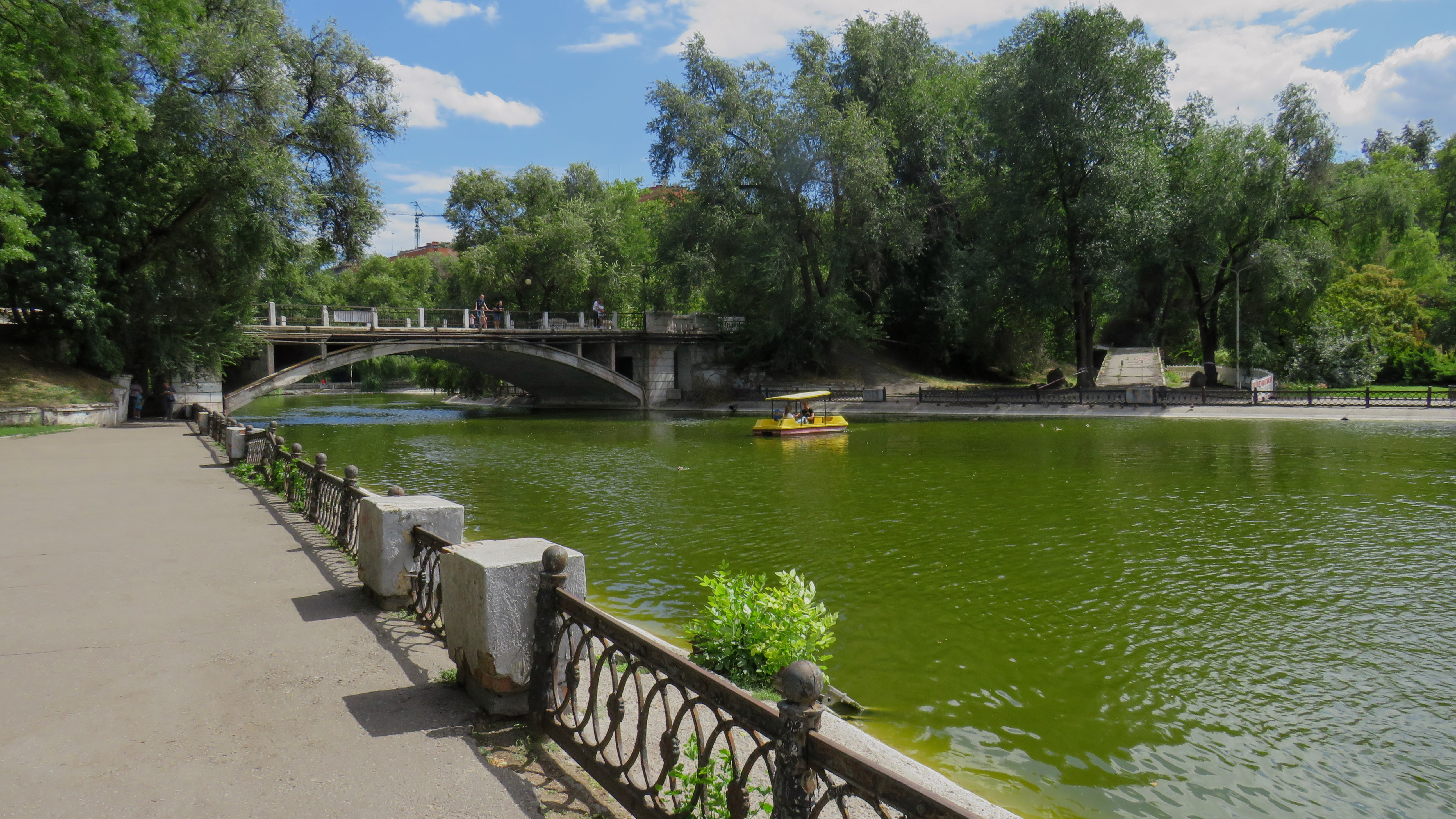
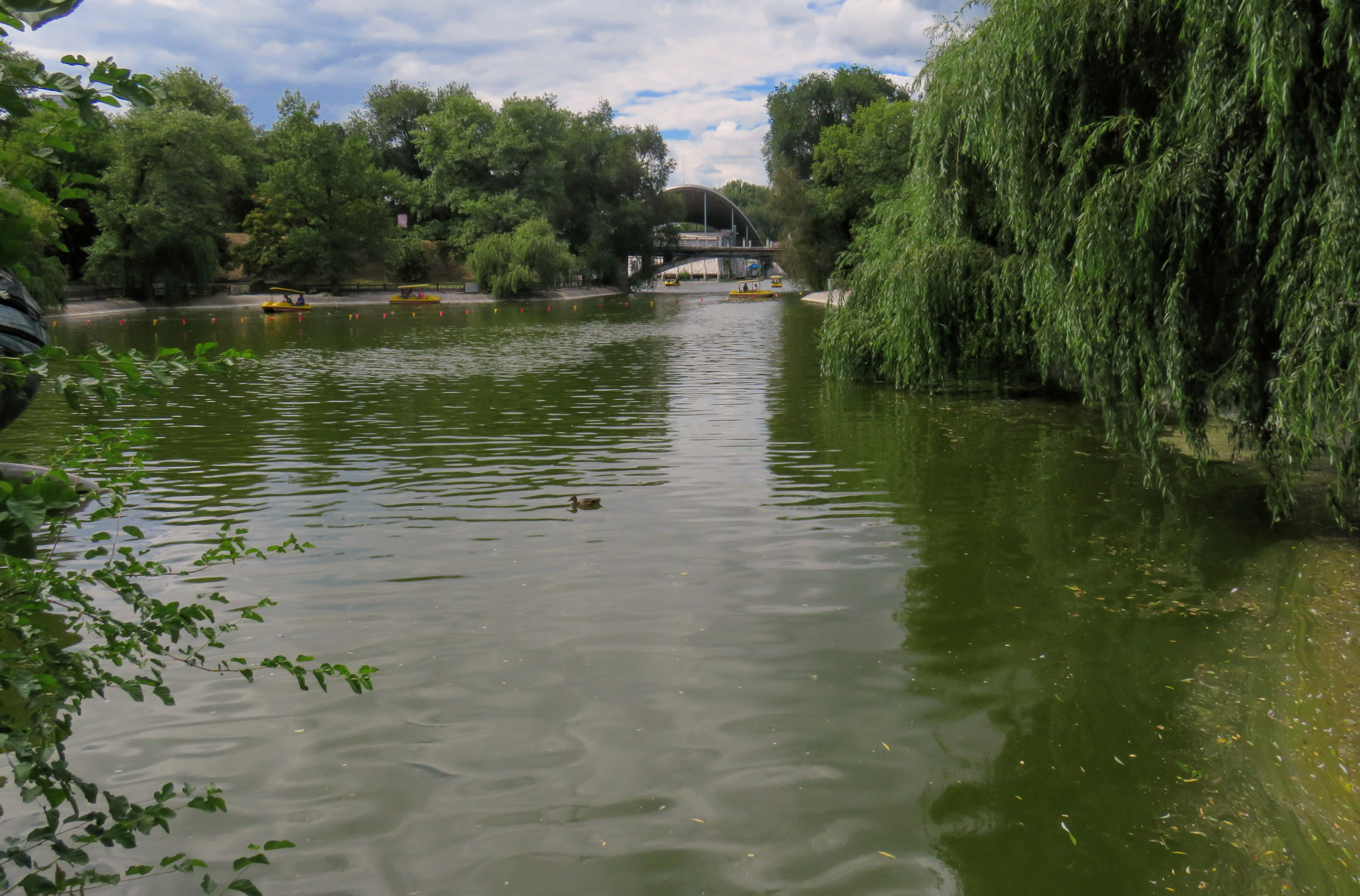
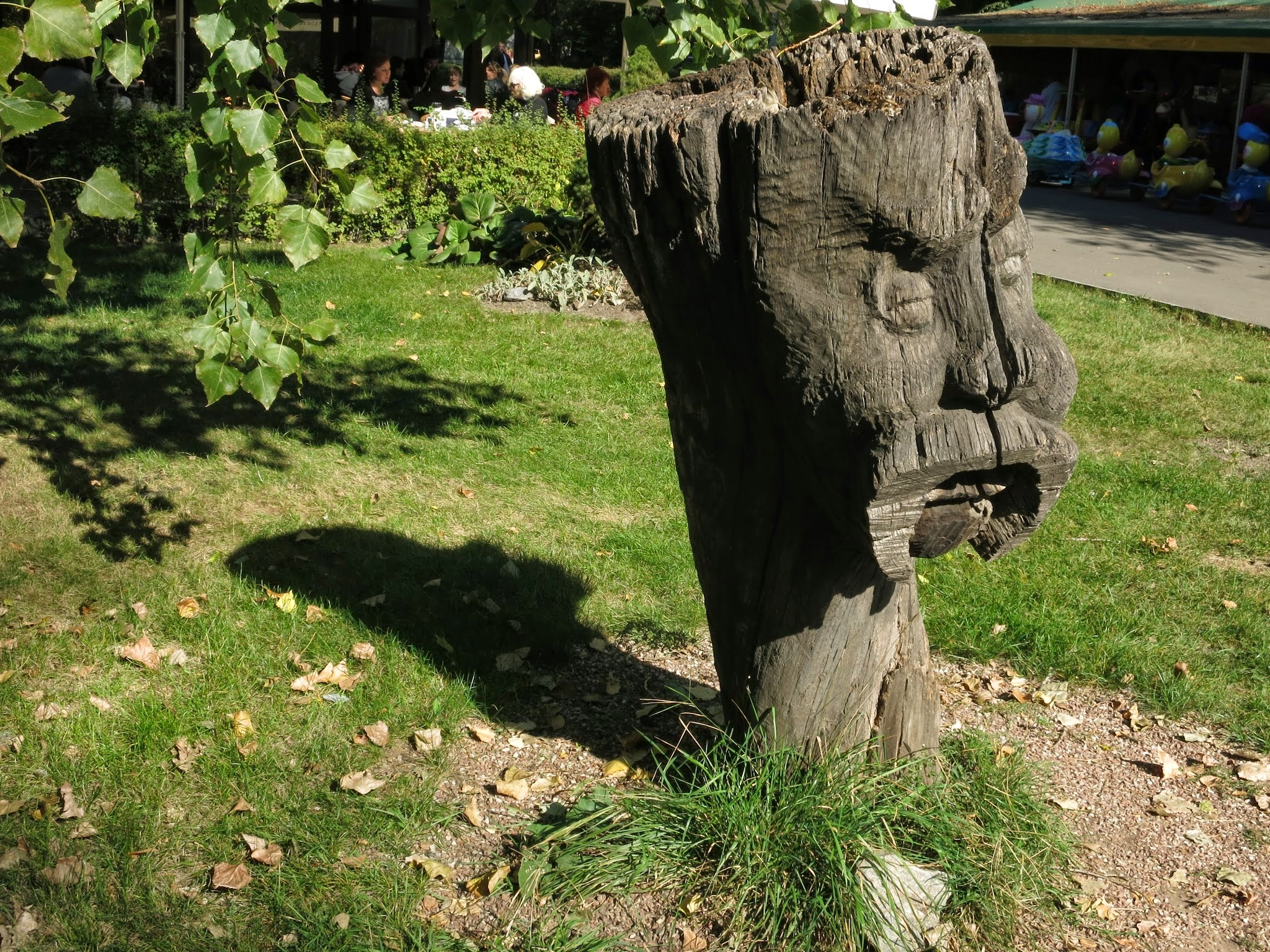
Дерев'яний витвір мистецтва
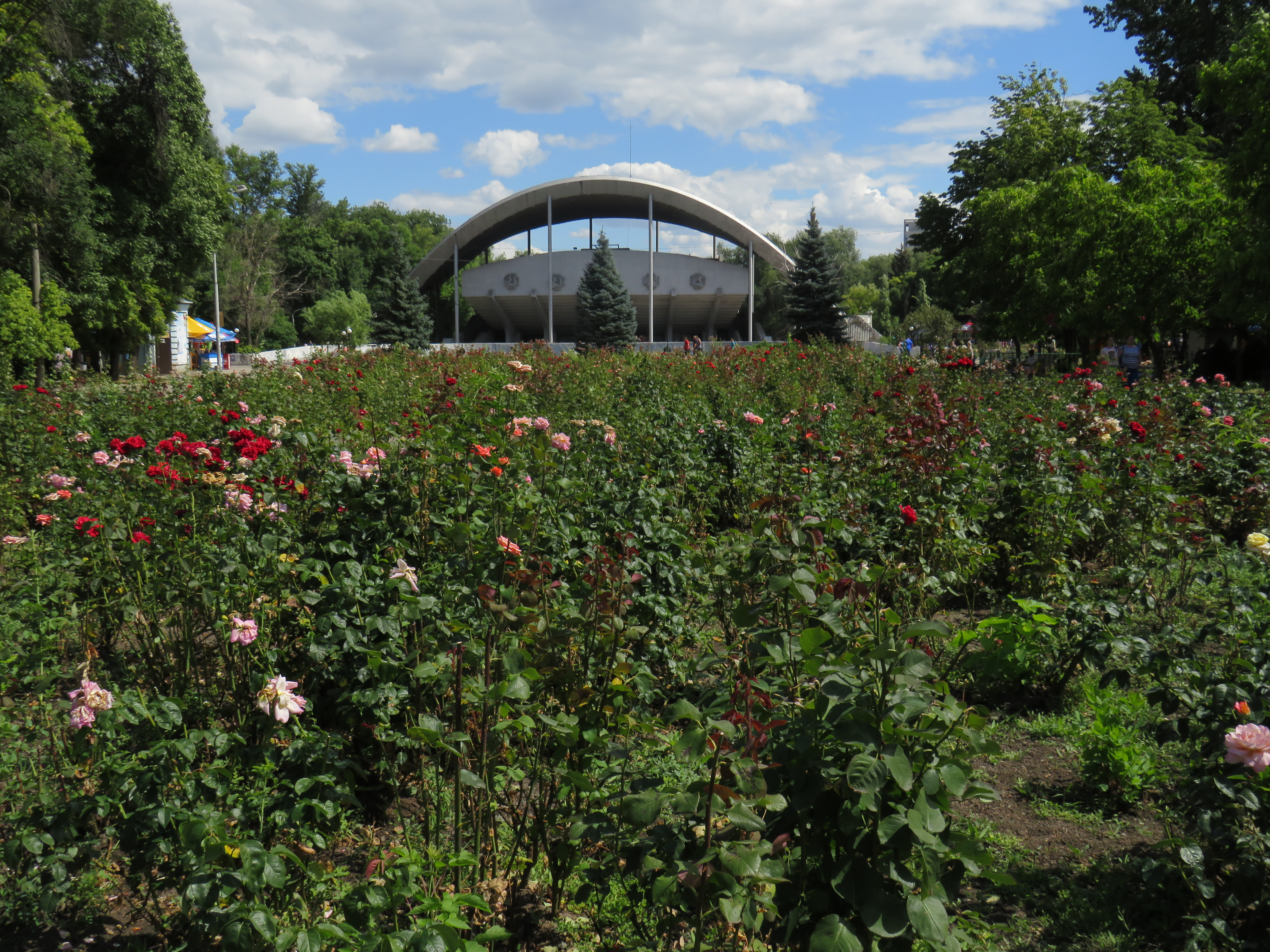
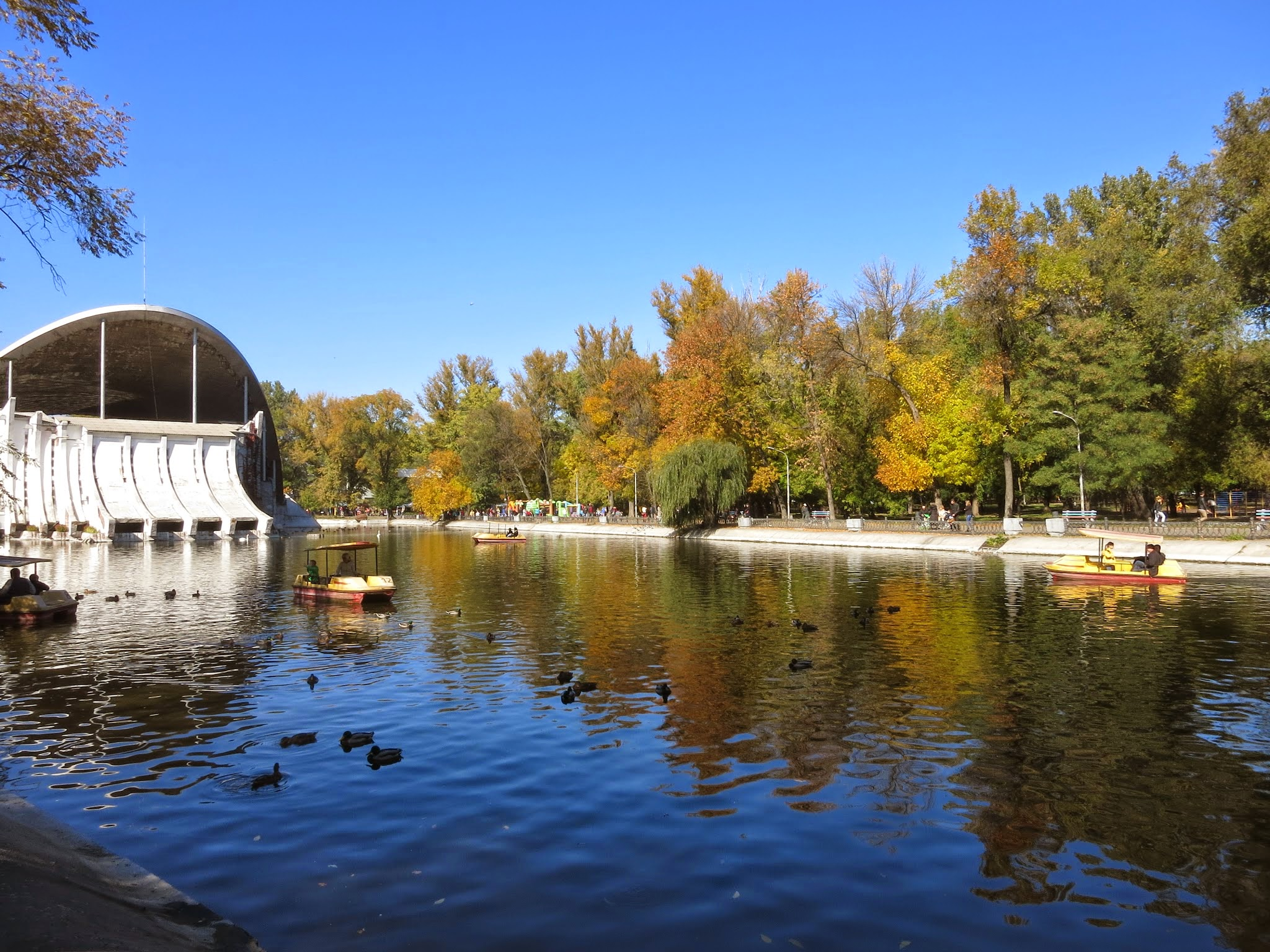
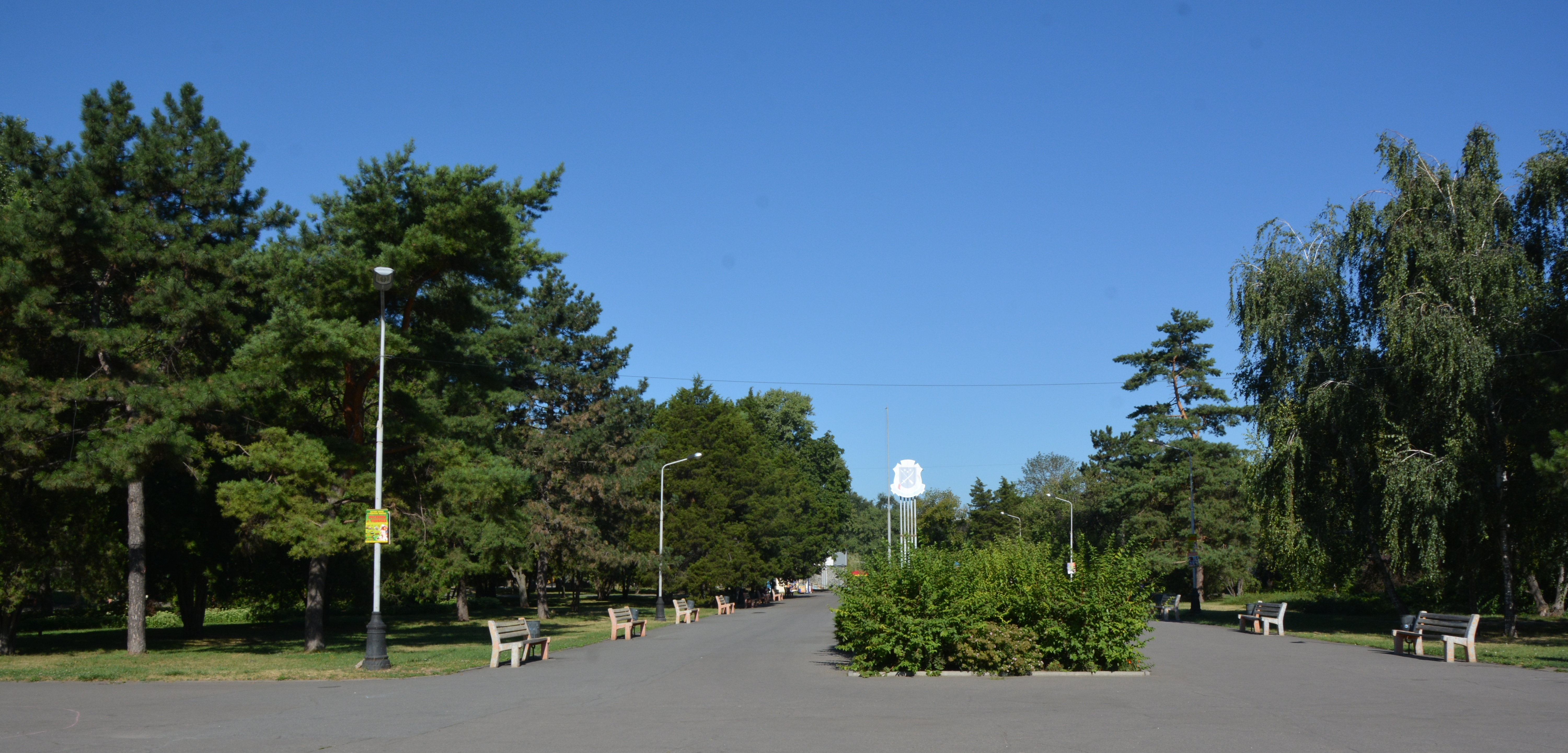
Алея Івана Павла ІІ
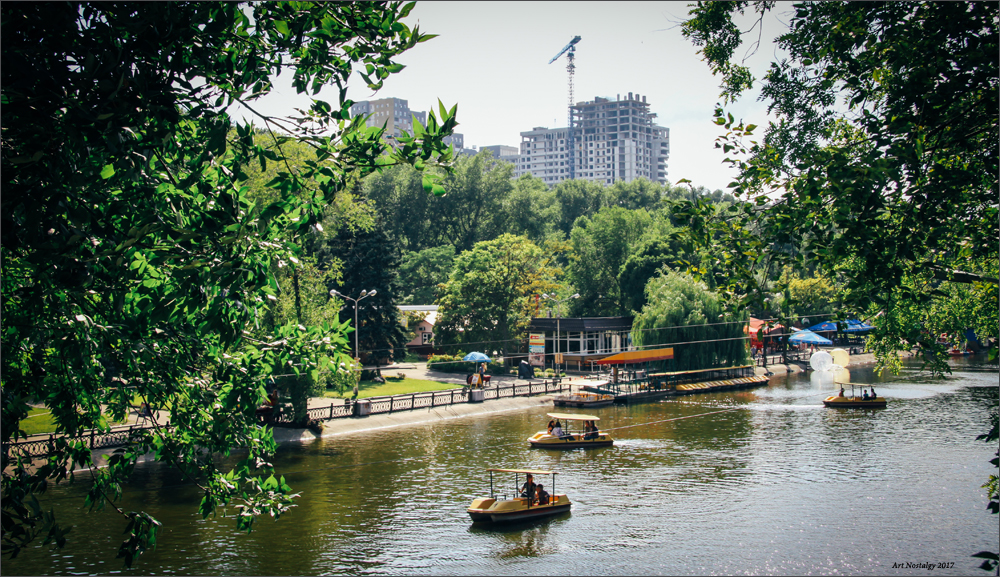
Міський ставок
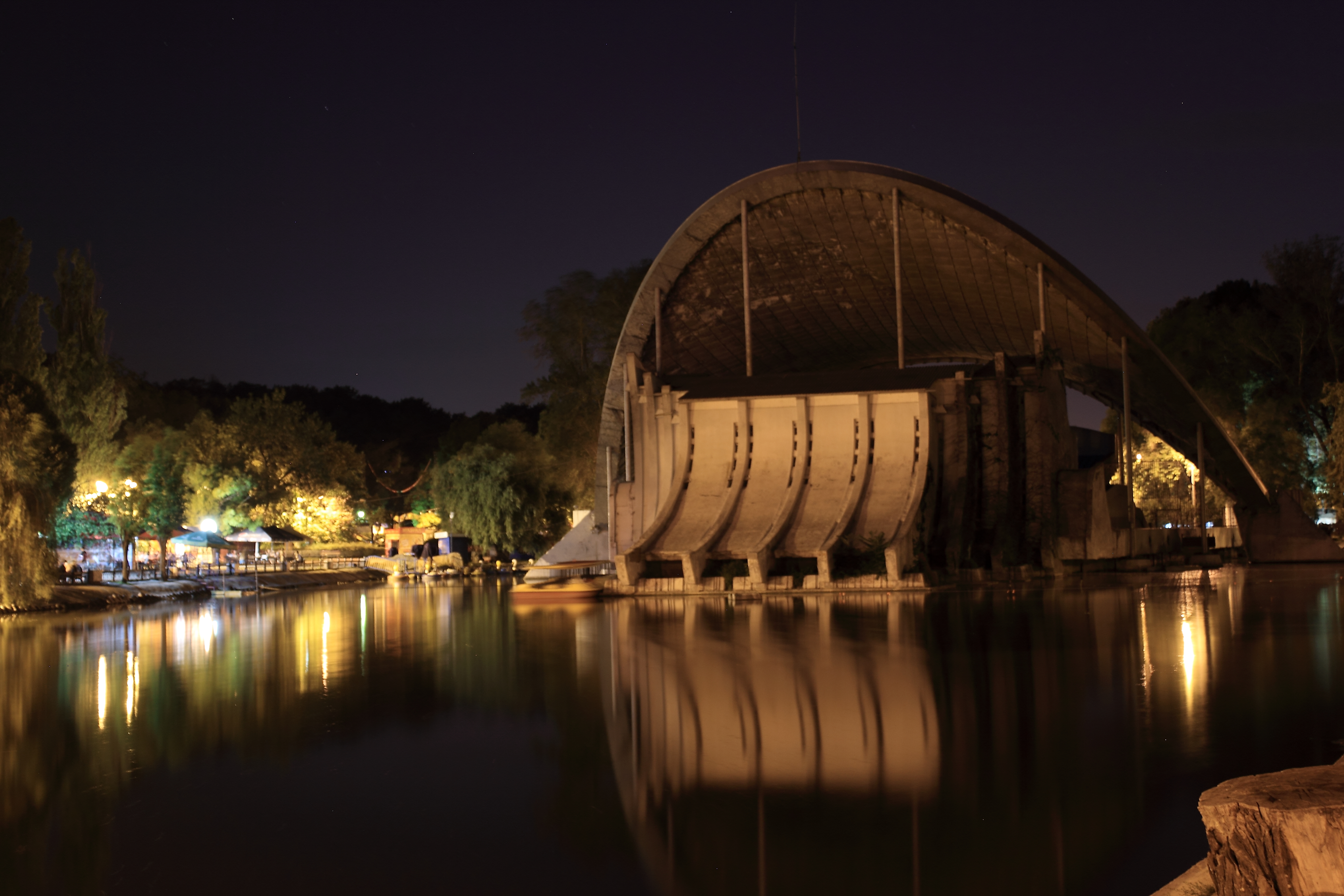
Літній театр уночі
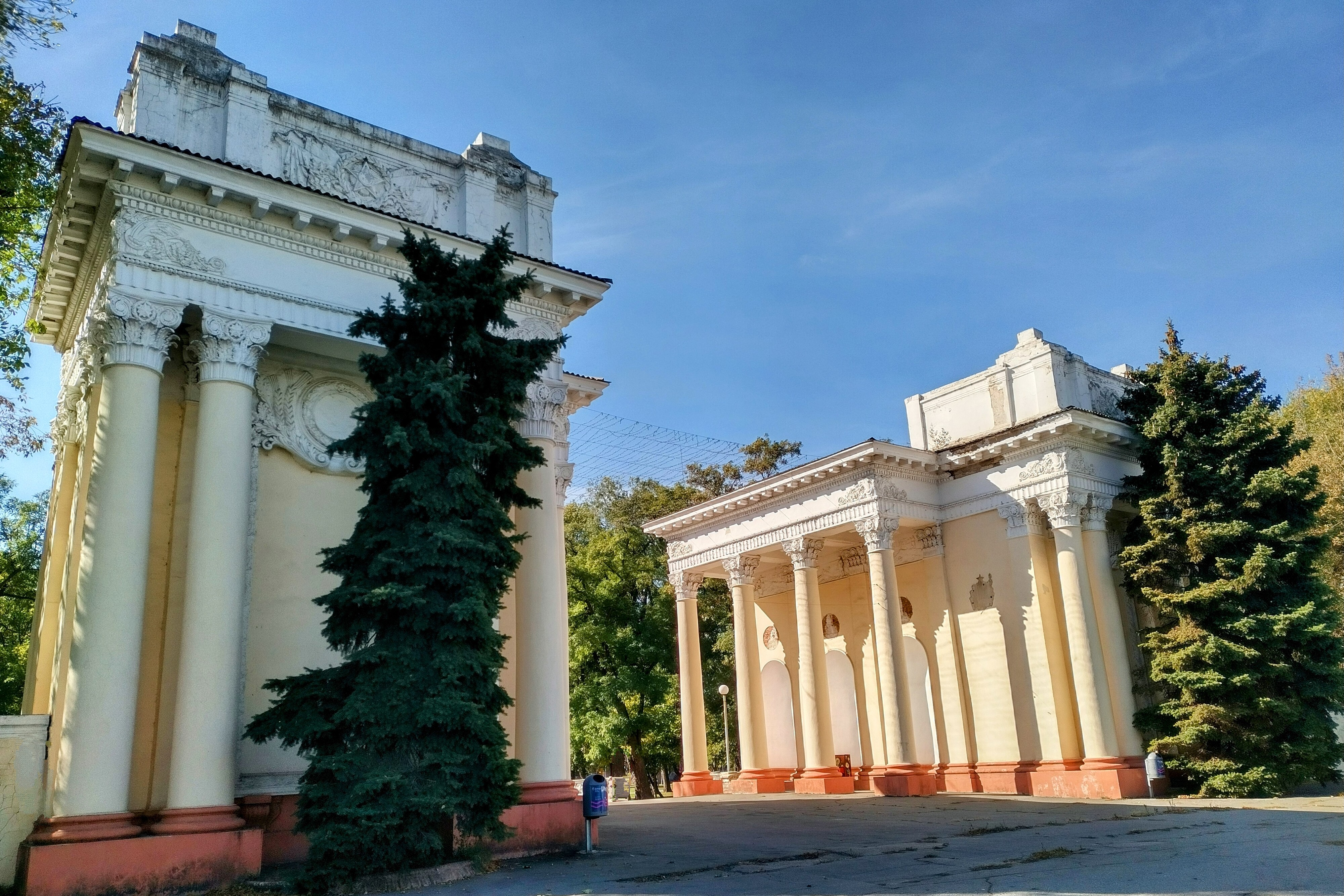
Головний вхід
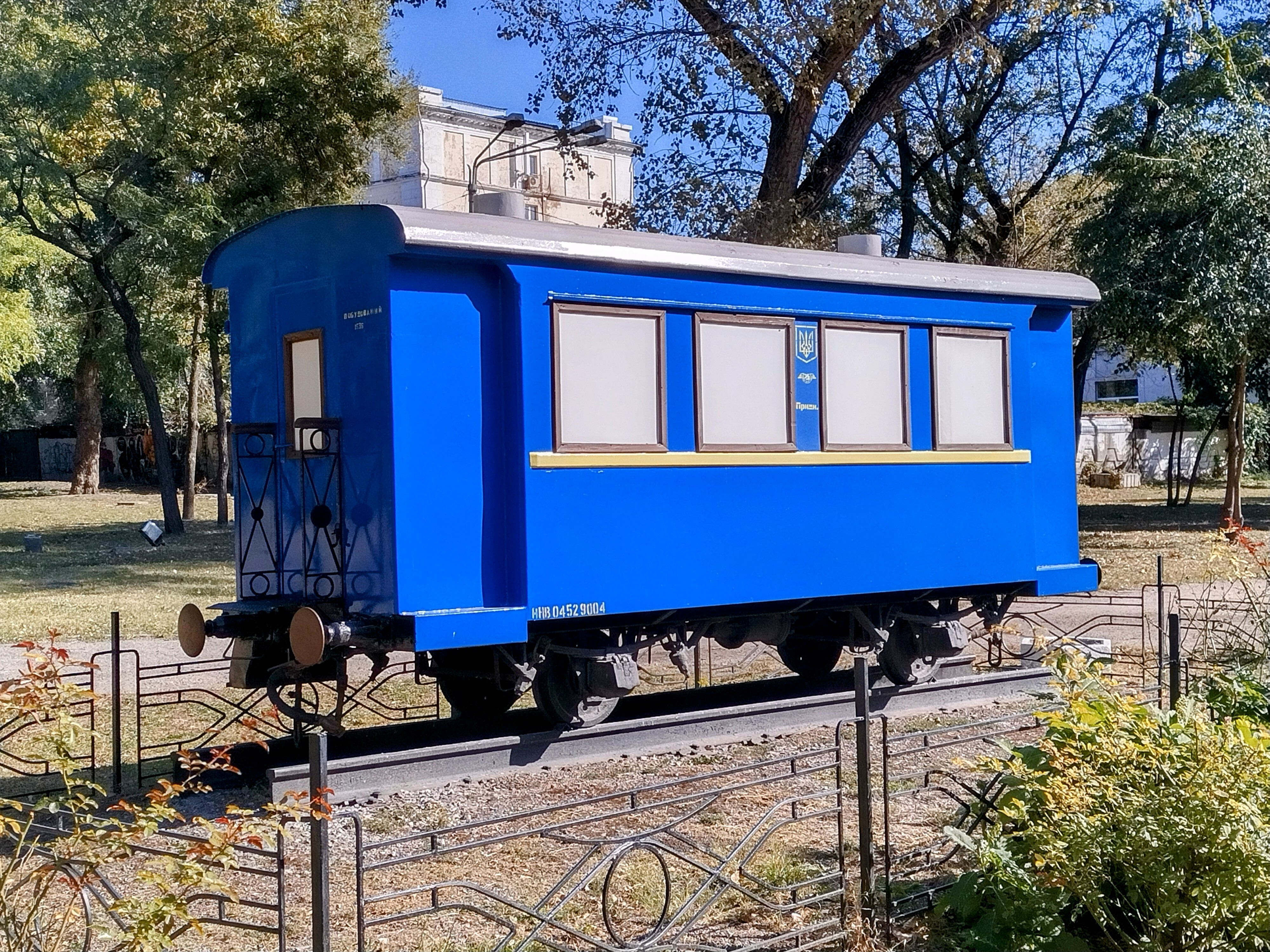
Вагон вузькоколійки